# 바얀나오얼 톈지타이 공항

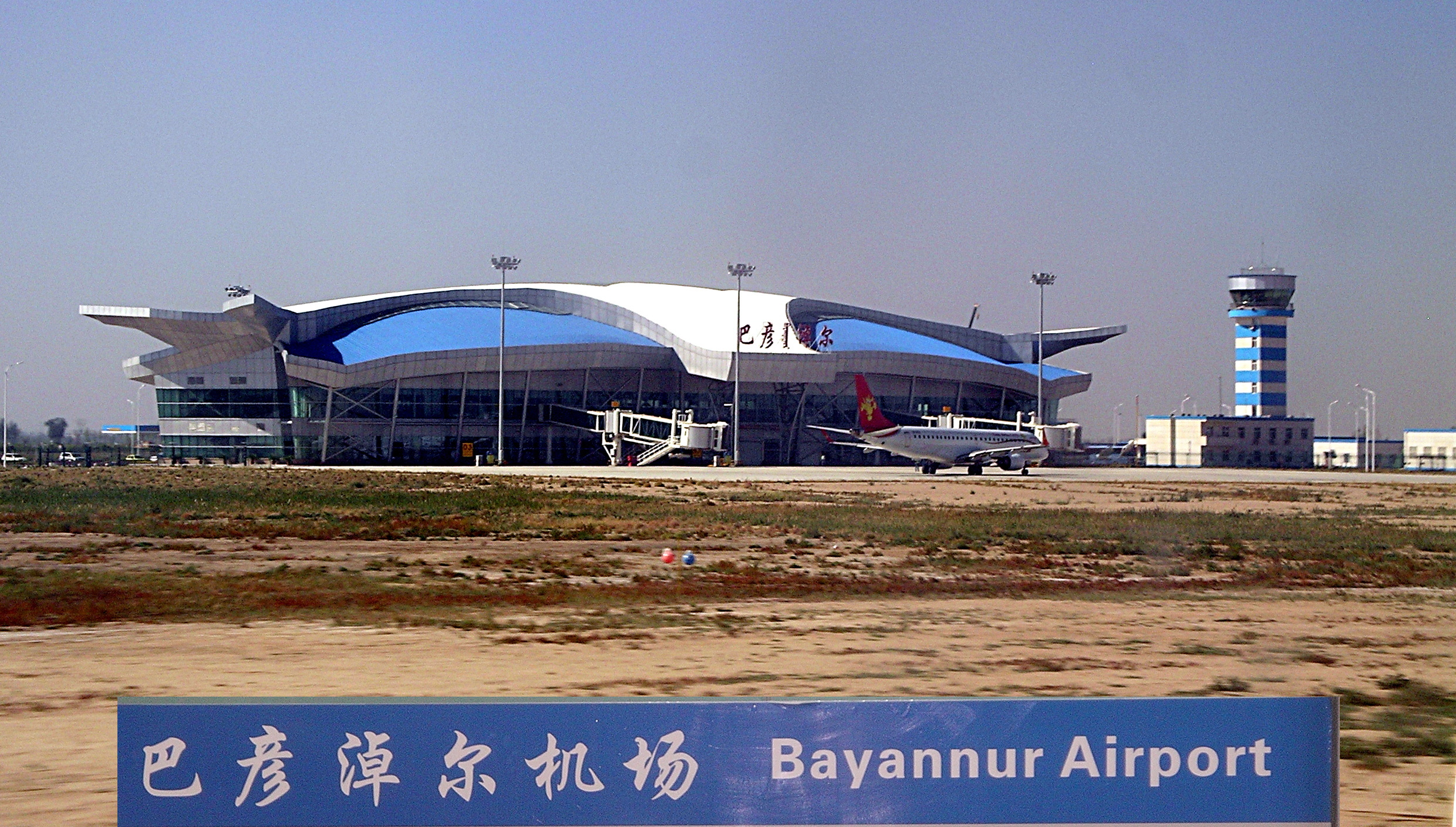

바얀나오얼 톈지타이 공항(Bayannur Tianjitai Airport, IATA: RLK, ICAO: ZBYZ)은 중국 내몽골 자치구 바옌나오얼시를 관할하는 공항이다. 도시 중심부에서 33킬로미터 떨어진 우위안현 톈지타이에 위치해 있다. 총 360,000,000위안의 투자를 받아 2010년 1월 26일 건설이 시작되어 2011년 12월 30일 개항하였다.

## 같이 보기
- 중화인민공화국의 공항 목록